# ميكائيل جيمس
ميكائيل جيمس (بالفرنسية: Mickaël James)‏ (28 سبتمبر 1976 في فرنسا - ) هو لاعب كرة قدم فرنسي في مركز الهجوم. لعب مع نادي أنغوليم ونادي نيور وGap HAFC ‏ وثوارز فوت 79 ‏.

## وصلات خارجية
- ميكائيل جيمس على موقع قاعدة بيانات كرة القدم.إي يو (الإنجليزية)